# Deutsche Eishockey Liga 2002-2003
La Deutsche Eishockey Liga 2002-2003 fu la nona stagione della Deutsche Eishockey Liga. Al termine dei playoff i Krefeld Pinguine si aggiudicarono il loro primo titolo della DEL, diventando campioni di Germania per la seconda volta della loro storia.
Gli Schwenninger ERC Wild Wings, vittoriosi nei playout, persero comunque la loro licenza a causa di problemi finanziari, pertanto fu garantita la permanenza nella DEL dei Frankfurt Lions, retrocessi sul campo in 2. Eishockey-Bundesliga.

## Stagione regolare
Come nella stagione precedente si disputò un girone unico per tutte e 14 le formazioni, con un doppio turno di andata e ritorno, nel quale al termine dei 60 minuti regolamentari, in caso di pareggio, le squadre si affrontarono negli shootout. Le prime otto squadre si qualificarono ai playoff, mentre le ultime due affrontarono i playout.

### Classifica
|                     | Pos. | Squadra             | Pt  | G  | V  | VOT | POT | P  | GF  | GS  | DR  |
| ------------------- | ---- | ------------------- | --- | -- | -- | --- | --- | -- | --- | --- | --- |
|                     | 1.   | Eisbären Berlino    | 109 | 52 | 30 | 5   | 9   | 8  | 188 | 134 | +54 |
|                     | 2.   | Kölner Haie         | 101 | 52 | 26 | 4   | 15  | 7  | 151 | 117 | +34 |
|                     | 3.   | DEG Metro Stars     | 96  | 52 | 24 | 10  | 4   | 14 | 151 | 117 | +34 |
|                     | 4.   | Adler Mannheim      | 94  | 52 | 25 | 8   | 3   | 16 | 152 | 129 | +23 |
|                     | 5.   | Nürnberg Ice Tigers | 89  | 52 | 23 | 7   | 6   | 16 | 133 | 127 | +6  |
| Germania (bandiera) | 6.   | Krefeld Pinguine    | 78  | 52 | 20 | 8   | 2   | 22 | 147 | 133 | +14 |
|                     | 7.   | Kassel Huskies      | 78  | 52 | 19 | 7   | 7   | 19 | 118 | 127 | -9  |
|                     | 8.   | Hamburg Freezers    | 77  | 52 | 17 | 10  | 6   | 19 | 154 | 152 | +2  |
|                     | 9.   | Iserlohn Roosters   | 75  | 52 | 17 | 8   | 8   | 19 | 142 | 132 | +10 |
|                     | 10.  | Hannover Scorpions  | 69  | 52 | 18 | 5   | 5   | 24 | 142 | 150 | -8  |
|                     | 11.  | Augsburger Panther  | 66  | 52 | 16 | 6   | 6   | 24 | 127 | 146 | -19 |
|                     | 12.  | ERC Ingolstadt      | 65  | 52 | 16 | 5   | 7   | 24 | 122 | 135 | -13 |
|                     | 13.  | Frankfurt Lions     | 60  | 52 | 14 | 6   | 6   | 26 | 133 | 171 | -38 |
|                     | 14.  | SERC Wild Wings     | 35  | 52 | 4  | 6   | 11  | 31 | 99  | 184 | -85 |

Legenda:

      Ammesse ai Playoff
      Ammesse ai Playout
Note:

Tre punti a vittoria, due punti a vittoria dopo overtime, un punto a sconfitta dopo overtime, zero a sconfitta.

## Playoff
|  | Quarti di finale | Quarti di finale    | Quarti di finale |                  |                 | Semifinali      | Semifinali | Semifinali |  |  | Finale | Finale      | Finale |
|  |                  |                     |                  |                  |                 |                 |            |            |  |  |        |             |        |
|  | 1                | Eisbären Berlin     | 4                |                  |                 |                 |            |            |  |  |        |             |        |
|  | 8                | Hamburg Freezers    | 1                |                  |                 |                 |            |            |  |  |        |             |        |
|  | 8                | Hamburg Freezers    | 1                |                  | 1               | Eisbären Berlin | 1          |            |  |  |        |             |        |
|  |                  |                     |                  |                  | 1               | Eisbären Berlin | 1          |            |  |  |        |             |        |
|  |                  | 6                   | Krefeld Pinguine | 3                |                 |                 |            |            |  |  |        |             |        |
|  | 3                | 6                   | Krefeld Pinguine | 3                | DEG Metro Stars | 1               |            |            |  |  |        |             |        |
|  | 3                |                     |                  |                  | DEG Metro Stars | 1               |            |            |  |  |        |             |        |
|  | 6                | Krefeld Pinguine    | 4                |                  |                 |                 |            |            |  |  |        |             |        |
|  |                  |                     |                  |                  |                 |                 |            |            |  |  | 2      | Kölner Haie | 2      |
|  |                  |                     | 6                | Krefeld Pinguine | 3               |                 |            |            |  |  |        |             |        |
|  | 2                | Kölner Haie         | 4                |                  |                 |                 |            |            |  |  |        |             |        |
|  | 7                | Kassel Huskies      | 3                |                  |                 |                 |            |            |  |  |        |             |        |
|  | 7                | Kassel Huskies      | 3                |                  | 2               | Kölner Haie     | 3          |            |  |  |        |             |        |
|  |                  |                     |                  |                  | 2               | Kölner Haie     | 3          |            |  |  |        |             |        |
|  |                  | 4                   | Adler Mannheim   | 0                |                 |                 |            |            |  |  |        |             |        |
|  | 4                | 4                   | Adler Mannheim   | 0                | Adler Mannheim  | 4               |            |            |  |  |        |             |        |
|  | 4                |                     |                  |                  | Adler Mannheim  | 4               |            |            |  |  |        |             |        |
|  | 5                | Nürnberg Ice Tigers | 1                |                  |                 |                 |            |            |  |  |        |             |        |

### Quarti di finale
| Squadra 1        | Totale | Squadra 2           | Gara 1 | Gara 2    | Gara 3 | Gara 4 | Gara 5 | Gara 6 | Gara 7 |
| ---------------- | ------ | ------------------- | ------ | --------- | ------ | ------ | ------ | ------ | ------ |
| Eisbären Berlino | 4 - 1  | Hamburg Freezers    | 5 - 2  | 5 - 6 dr  | 3 - 2  | 2 - 1  |        | 4 - 0  |        |
| Kölner Haie      | 4 - 3  | Kassel Huskies      | 1 - 3  | 3 - 1     | 2 - 1  | 4 - 5  | 4 - 1  | 2 - 3  | 5 - 1  |
| DEG Metro Stars  | 1 - 4  | Krefeld Pinguine    | 1 - 2  | 5 - 6 dts | 1 - 0  | 2 - 5  | 1 - 4  |        |        |
| Adler Mannheim   | 4 - 1  | Nürnberg Ice Tigers | 5 - 4  | 1 - 6     | 5 - 1  | 4 - 2  | 3 - 0  |        |        |

### Semifinali
| Squadra 1        | Totale | Squadra 2        | Gara 1 | Gara 2 | Gara 3    | Gara 4 | Gara 5 |
| ---------------- | ------ | ---------------- | ------ | ------ | --------- | ------ | ------ |
| Eisbären Berlino | 1 - 3  | Krefeld Pinguine | 4 - 1  | 2 - 4  | 0 - 1     | 1 - 4  |        |
| Kölner Haie      | 3 - 0  | Adler Mannheim   | 3 - 2  | 5 - 3  | 4 - 3 dts |        |        |

### Finale
| Squadra 1   | Totale | Squadra 2        | Gara 1 | Gara 2 | Gara 3 | Gara 4    | Gara 5 |
| ----------- | ------ | ---------------- | ------ | ------ | ------ | --------- | ------ |
| Kölner Haie | 2 - 3  | Krefeld Pinguine | 2 - 5  | 2 - 3  | 3 - 2  | 3 - 2 dts | 1 - 3  |

## Playout

### Finale
| Squadra 1       | Totale | Squadra 2       | Gara 1 | Gara 2 | Gara 3 | Gara 4 | Gara 5 | Gara 6 | Gara 7 |
| --------------- | ------ | --------------- | ------ | ------ | ------ | ------ | ------ | ------ | ------ |
| Frankfurt Lions | 2 - 4  | SERC Wild Wings | 3 - 6  | 1 - 2  | 6 - 4  | 4 - 3  | 4 - 7  | 2 - 3  |        |